# ورقة 200 ين
ورقة 200 ين (二百円紙幣) كانت فئة من الين الياباني أصدرت من عام 1927 إلى عام 1946، في ثلاث سلاسل مختلفة. لأسباب غير معروفة لم تصدر ورقة 200 ين بعد إقرار قانون إصدارها مباشرة، أصدرت في النهاية كعلاج لحالة الطوارئ المالية التي حدثت في عام 1927. طبعت السلسلتين الأولى والثانية لحالة الطوارئ بينما وضعت السلسلة الأخيرة في المخزن حتى نهاية الحرب العالمية الثانية. سحبت ورقة 200 ين في عام 1946 بسبب التغيرات في النظام النقدي في اليابان.

## التاريخ

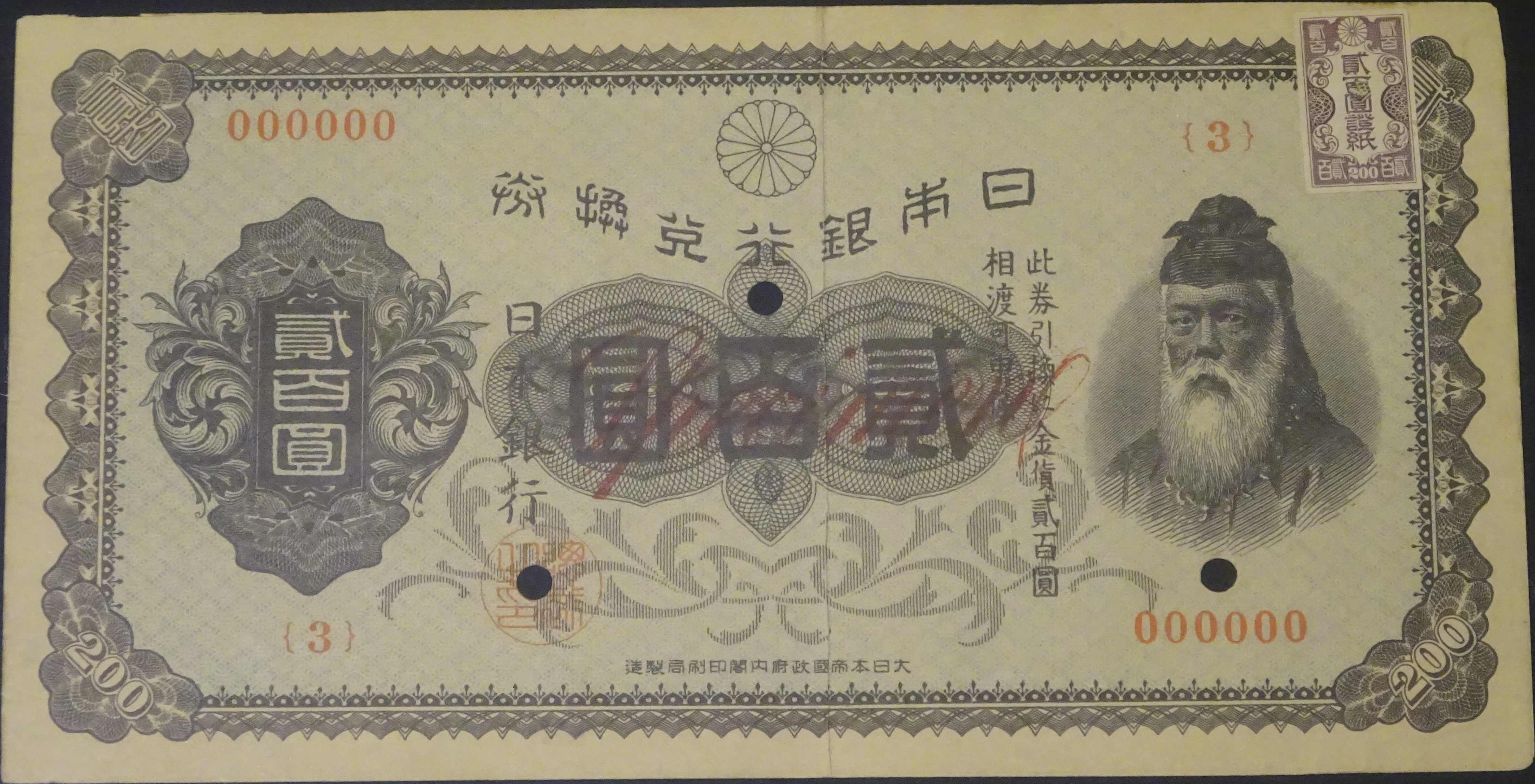
ورقة 200 ين من سلسلة 1927

أقر قانون إصدار ورقة 200 ين في 27 يونيو 1882 بموجب المادة 14 من بنك اليابان. لكن لسبب أو لآخر لم تصدر ورقة 200 ين حتى أزمة شووا المالية عام 1927. طبعت الورقة بسرعة للاحتياج إلى إعطائها للنوك حتى لا يحدث هلع مصرفي. انتهز مكتب الطباعة فرصة إغلاق جميع البنوك في البلاد مؤقتًا لإصدار أوراق نقدية جديدة. بسبب أن الطباعة على الوجهين تستغرق وقتًا طويلاً، صمم مكتب الطباعة تصميم بسيط للعملة على جانب واحد أطلق عليه الجمهور اسم أوراشيرو أو أوراق الظهر الأبيض. صرح نائب رئيس بنك اليابان لتخفيف الخوف العام من تزوير العملة أنه: على الرغم من أنها تبدو ضعيفة إلى حد ما، إلا أنها تحمل العلامة المائية لبنك اليابان، لذا لا يوجد خوف من تزيفها. ابلغ عن تداول ما قيمة قيمة 106000 ين من أوراق 200 ين في نهاية عام 1927، إلا أنه بعد عامين اختفت أراق التداول إلى حد كبير.
أعلنت وزارة المالية عن أوراق السلسلة الثانية في عام 1927 وطبعت بتصميمين مختلفين. على وجه كل أوراق السلسلة رجل الدولة الياباني الأسطوري تاكينوتشي نو سوكون. على الظهر كلمة "SPECIMEN" بالخط الأحمر على ظهرها. احتفظ بأغلبية أوراق السلسلة الثانية في المخازن حتى نهاية الحرب العالمية الثانية. توجد عبارة السندات القابلة للتحويل على ظهر التصميمين ولكن عندما طرحت السلسلة الثانية أخيرًا في 16 أغسطس 1945 كان نظام تحويل الأوراق النقدية إلى عملات ذهبية قد علق في عام 1942.
على وجه عملات السلسلة الثالثة فوجيوارا نو كاماتاري وضريح دانزان وعلى الظهر منظر مختلف للضريح. أصدرت السلسلة بعد عملية إعادة تصميم شاملة للأوراق النقدية في عام 1930. طرحت هذه السلسلة بعد انتهاء الحرب العالمية الثانية ولكن كان تداولها ضعيف بسبب قوتها الشرائية المتدنية في ذلك الوقت. كانت أوراق السلسلة الثانية والثالثة ردئية حيث تتلف في غضون عام. أقر قانون إلغاء تداول جميع العملات القديمة في اليابان منها 200 ين في 2 مارس 1946.

## الجمع
أوراق 200 ين من السلسلة الأولى عام 1927 نادر جدًا العثور عليها اليوم بسبب إصدار عدد قليل جدًا منها، وتتراوح أسعارها من 19,550 دولار أمريكي للورقة الغير متداولة تقريبا إلى 33,600 دولار أمريكي للورقة الخاصة. هناك نوعين من ورقة 200 ين السلسلة الثانية النوع الأول نادرة للغاية. أما النوع الثاني فيها متاحة بسبب أن المصدر منها 7.5 مليون ورقة نقدية وتباع في المزدات بمئات الدولارات إلى آلاف قليلة.

## في الثقافة الشعبية
بعد الإعلان عن خطط إصدار أوراق "سلسلة F" في عام 2024 صمم فنان ياباني ورقة 200 ين موضوعها الأساسي القطط.